# Stoperce
Stoperce (v starejših virih tudi Stoprce, nemško: Stoperzen) so razloženo naselje v Občini Majšperk. Območje spada pod Štajersko pokrajino in Podravsko statistično regijo.
Središče je v dolini potoka Skralške. Naselje ima manjši center, v njem pa je osnovna šola, pošta ter trgovska in gostinska ponudba. Ohranjenih pa je tudi nekaj objektov iz zgodovine (črne kuhinje in vinske kleti). Tukaj je tudi cerkev sv. Antona Puščavnika, ki je bila zgrajena v 17. stoletju, ter pokopališče in spomenik padlim v drugi svetovni vojni. V dolini prevladujejo travniki in njive, na pobočjih pa je nekaj sadovnjakov. Velik del vasi pa je poraščen tudi z gozdovi.  
Iz Stoperc pa vodi tudi več poti na Donačko goro.